# Joe Haldeman
Joe William Haldeman es un escritor estadounidense de ciencia ficción nacido el 9 de junio de 1943 en la ciudad de Oklahoma.
De niño viajó con su familia por diversos lugares de Estados Unidos como Puerto Rico, Nueva Orleans, Washington D. C., Maryland o Alaska.
En 1967 se graduó en Física, más concretamente en la especialidad de astronomía, en la Universidad de Maryland. Ese mismo año sería llamado a filas para participar en la guerra de Vietnam, donde fue condecorado con el Corazón Púrpura. Como muchos otros combatientes, Haldeman salió malparado del conflicto: fue gravemente herido por una mina.
Esta situación vital le condujo a la literatura. Haldeman decidió contar sus experiencias en la guerra en su primer libro (War Year). Cuando más tarde comenzó a escribir ciencia ficción, también este género quedaría impregnado de sus inquietudes. Su primera novela de ciencia ficción, La guerra interminable, no solo es --como han escrito muchos críticos-- "una revisión del conflicto del Vietnam en clave de ciencia ficción", sino una obra profundamente antibelicista.
El éxito de La guerra interminable, que logró los premios Hugo, Nébula y Locus, le convirtió en un reputado autor de ciencia ficción, labor que ha continuado hasta la actualidad, aunque alternada esporádicamente con otro tipo de trabajos. Obtuvo un Máster en Literatura por la Universidad de Iowa, y actualmente es profesor de redacción y escritura del curso semestral del Programa de Escritura del Instituto Tecnológico de Massachusetts.
Haldeman ha sido presidente de la Asociación de escritores de ciencia ficción y fantasía de Estados Unidos (SFWA) entre los años 1992 a 1994.

## Obras
Series
- Serie de La guerra interminable

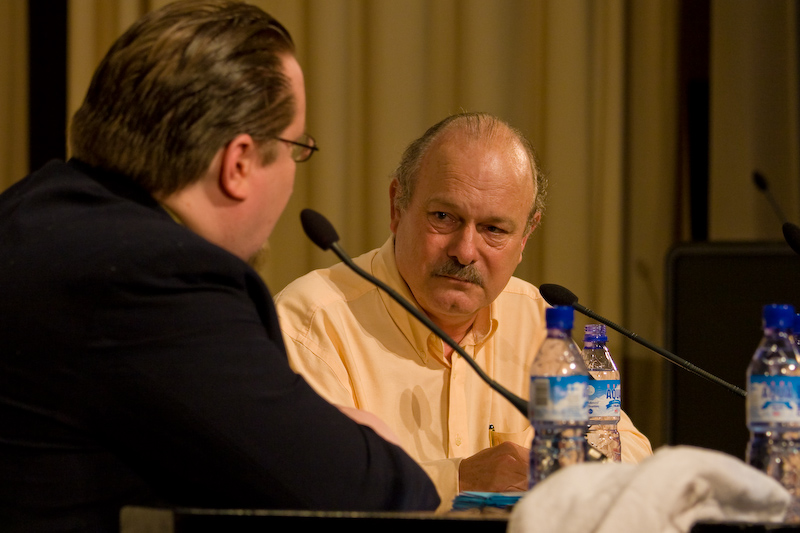
Joe Haldeman en Finncon 2007, en Jyväskylä, Finlandia.

1. La guerra interminable (The Forever War, 1975)
2. Paz interminable (Forever Peace, 1998)
3. La libertad interminable (Forever Free, 1999)

- Trilogía de los Mundos

1. Mundos (Worlds, 1981)
2. Mundos aparte (Worlds Apart, 1983) (Reeditada como "Mundos distantes")
3. Mundos en expansión (Worlds Enough and Time, 1992)

- Serie de Marte

1. Rumbo a Marte, editorial la factoría de ideas, (2011), Marsbound (2008) - nominada al premio Locus a la mejor novela de ciencia ficción, 2009[1]
2. Starbound (2010)
3. Earthbound (2011)

Novelas
- War Year (1972)
- Puente mental (1976)
- Planet of Judgement (1977) (novela de Star Trek)
- Recuerdo todos mis pecado (1977)
- Sueños infinitos (1978) (colección de relatos)
- World Without End (1979) (novela de Star Trek)
- Dealing in Futures (1985) (recopilación)
- Tool of the Trade (1989)
- Compradores de tiempo (1989)
- El engaño Hemingway (1990)
- Vietnam and Other Alien Worlds (1993) (recopilación)
- 1968 (1995)
- None so Blind (1996) (recopilación)
- Saul's Death and Other Poems (1997) (recopilación)
- La llegada (2000)
- Guardian (2002)
- Camuflaje (2004)
- Viejo siglo veinte (2005)
- War Stories (2006) (recopilación)
- The Accidental Time Machine (2007)

## Premios
- Nébula de 1975 y Hugo y Locus de 1976 a la mejor novela por La guerra interminable
- Nébula de 1990 y Hugo de 1991 a la mejor novela corta por El engaño Hemingway
- Nébula y Hugo de 1998 a la mejor novela por Paz interminable
- Nébula de 2005 a la mejor novela por Camouflage